# C'è un me dentro di me
C'è un me dentro di me è il primo album in studio del cantautore italiano Giovanni Truppi, pubblicato nel 2010 dall'etichetta Cinico Disincanto.
L'album è stato ristampato da Woodworm il 22 aprile 2016 in formato compact disc.

## Tracce
Testi e musiche di Giovanni Truppi.
1. Dormiamo nudi
2. Mario (niente da dimenticare)
3. Scomparire
4. Mandorle
5. Manuela
6. C'è un me
7. Soffiando
8. Ti siedi
9. Tanti auguri
10. Respiro
11. Vito è un pazzo
12. La nostra ultima notte d'amore